# Esthétique environnementale
Pour les articles homonymes, voir esthétique (homonymie).

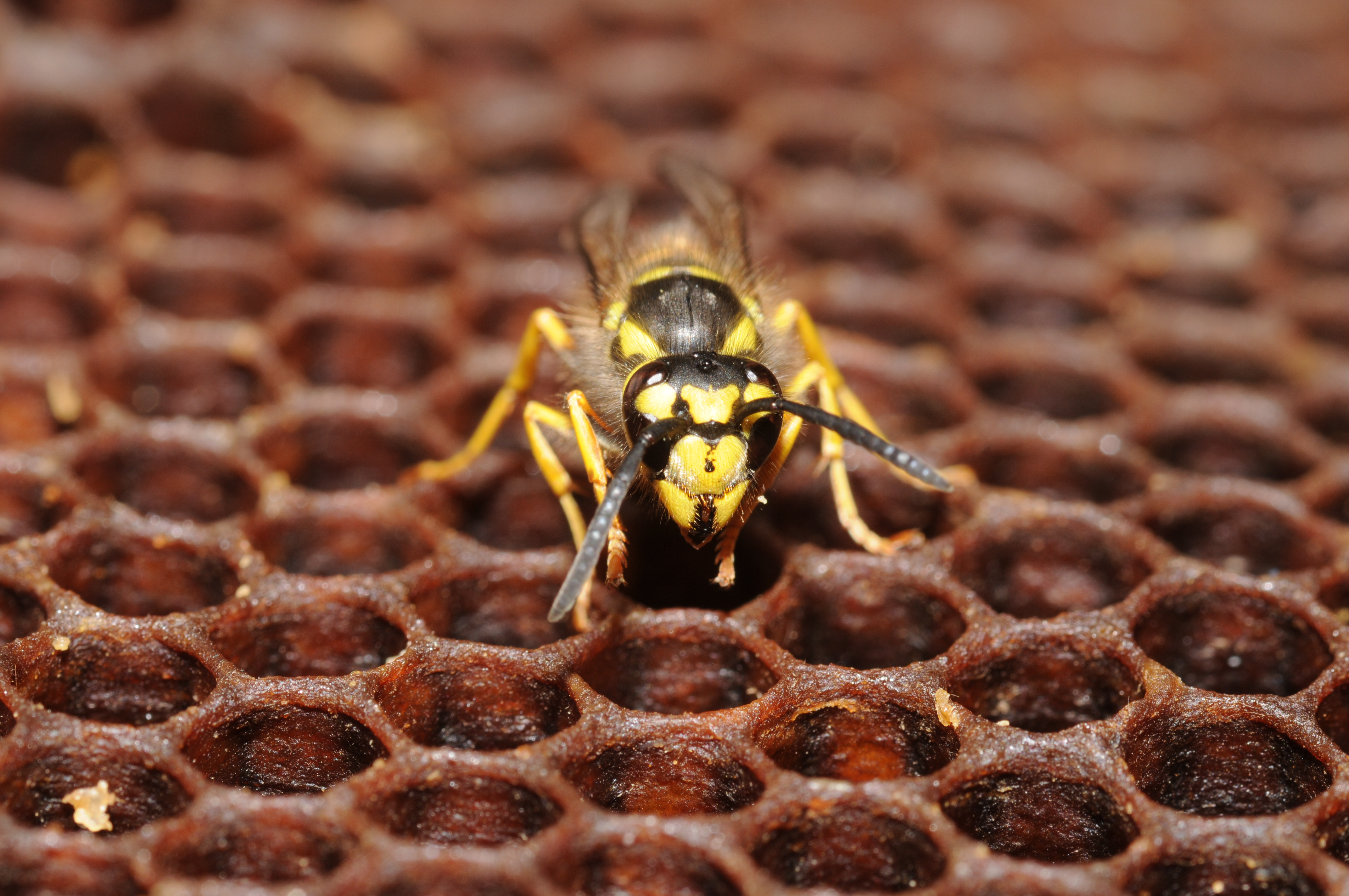
Guêpe sur un rayon de nid d'abeilles.

L‘esthétique environnementale est une sous-discipline de l'esthétique ayant pour objet l'environnement naturel. Elle est apparue dans les années 1980 et se rattache de manière plus générale à la philosophie de l'environnement et à l'esthétique analytique.